# Dorel Tamaș
Dorel Tamaș (n. 9 mai 1969, Deva, județul Hunedoara) este un om de afaceri român care deține hotelul Continental din Cluj-Napoca.
De asemenea este proprietar sau acționar în câteva zeci de firme falimentare, dintre care cele mai importante sunt Ardeleana SA, Decar SA, Lider Prodcarn SA și Cristian Prodimpex SRL.
În aprilie 2011, averea acestuia era estimată la 10 milioane de euro.
Dorel Tamaș a fost campion național la judo și a reprezentat România la campionate europene și mondiale.
A fost proprietarul primului salon Bingo din Alba Iulia, dar și a unor săli de jocuri electronice, pe vremea când acest tip de afacere oferea câștiguri substanțiale.
Fabrica de încălțăminte Ardeleana a fost prima investiție importantă a lui Tamaș.
La vremea respectivă, la mijlocul anilor 1990, societatea din Alba Iulia era principalul competitor al firmei Clujana pe piața de încălțăminte din România.

## Controverse
Mai 2014 - Dorel Tamaș, dat în urmărire internațională, a fost condamnat la patru ani de închisoare pentru infracțiuni legate de afaceri imobiliare, iar Doina Scutea, fost decan al Baroului Alba, acuzată că l-ar fi ajutat, a fost achitată, decizia Curții de Apel Târgu Mureș nefiind definitivă.